# Eberhard Peiker
Eberhard Peiker (* 1. Oktober 1943 in Königsbrunn bei Augsburg) ist ein deutscher Schauspieler.

## Leben
Peiker wurde von Carola Wagner zum Schauspieler ausgebildet. Danach studierte er Theatergeschichte, Neuere Literatur und Philosophie an der LMU München.
Sein erstes Festengagement hatte er von 1979 bis 1983 am Theater der Jugend in München. Von 1983 bis 1991 war er im Verband des Tiroler Landestheater Innsbruck und von 1991 bis 2001 am Staatstheater Saarbrücken engagiert.
Zudem wirkte er in diversen Fernsehproduktionen mit, darunter im Feuerroten Spielmobil, in der Rappelkiste etc.
Seit 2001 bis heute (Stand: 2014) ist er im Verband des Theaters Augsburg.
Dort spielte er u. a. „König Lear“, „Shylock“, den „Kurfürst“ im Prinz von Homburg, „Schlomo Herzl“ in Taboris Mein Kampf, Lessings Nathan der Weise, „König Philipp“ in Schillers Don Karlos, den „alten Ekdal“ in Ibsens Wildente, den „Sergeanten Blody Five“ in Mann ist Mann, den „Seinfeld“ in Evrons Israel, mon amour, den „Brandner Kaspar“ in Der Brandner Kaspar und das ewig’ Leben und in Operation Big Week.

## Filmografie (Auswahl)
- 1968:	Mit Eichenlaub und Feigenblatt
- 1969:	Der Fall Lena Christ
- 1970:	Kannibalen
- 1971: Der Zeuge
- 1973:	Tatort: Tote brauchen keine Wohnung
- 1974: Okay S.I.R. – Sand im Getriebe
- 1975: Tatort: Das zweite Geständnis
- 1975: Ein Fall für Männdli – Acht nach Mitternacht
- 1977:	Tatort: Schüsse in der Schonzeit
- 1980:	Die Undankbare
- 1980: Tatort: Spiel mit Karten
- 1983: Tatort: Roulette mit 6 Kugeln
- 1985:	Der eiserne Weg
- 2004: Der Bulle von Tölz: Das Wunder von Wemperding